# Sinoxylon
Sinoxylon är ett släkte av skalbaggar som beskrevs av Caspar Erasmus Duftschmid 1825. Sinoxylon ingår i familjen kapuschongbaggar.

## Bildgalleri

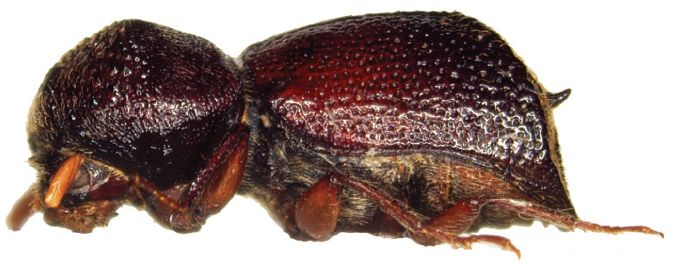
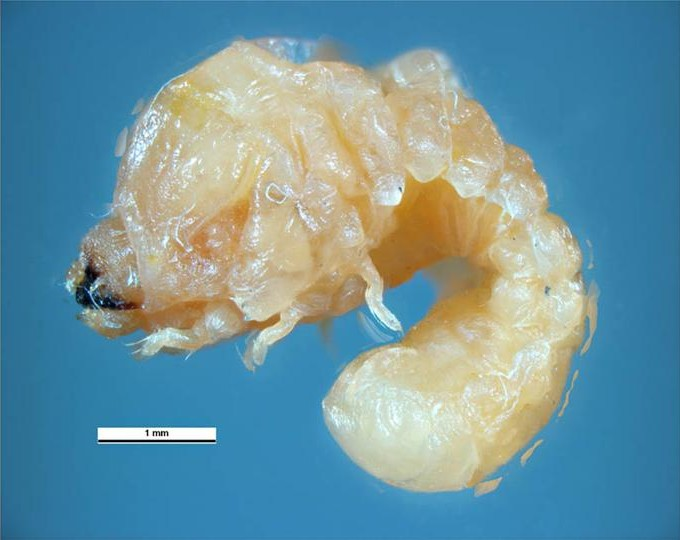
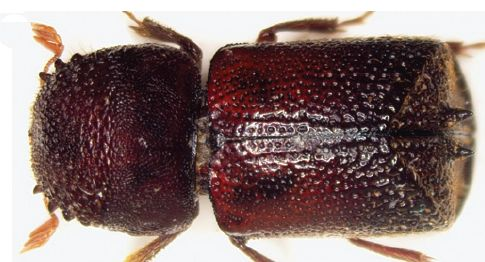
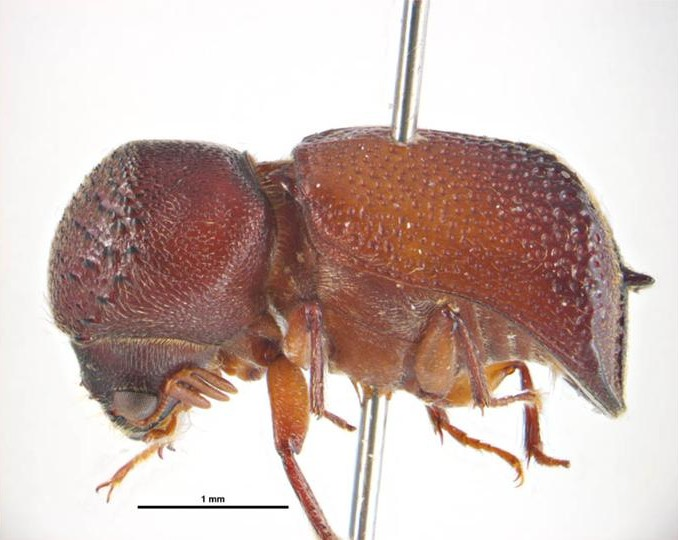
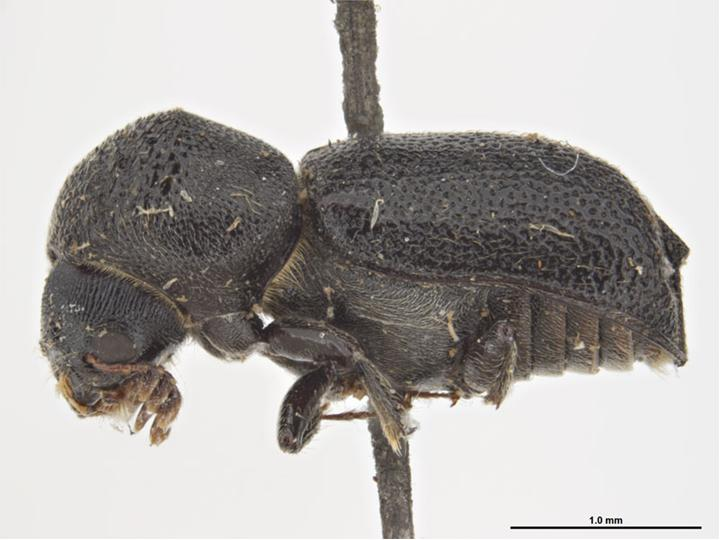
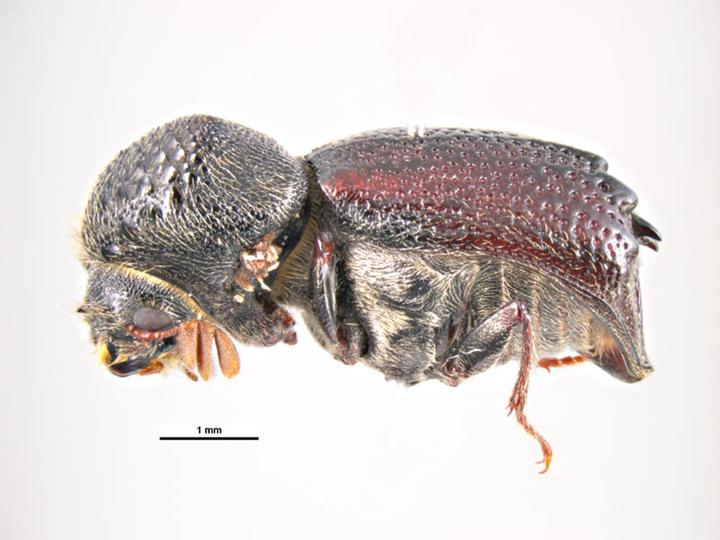

## Dottertaxa tillSinoxylon, i alfabetisk ordning[1][2]
- Sinoxylon anale
- Sinoxylon angolense
- Sinoxylon atratum
- Sinoxylon beesoni
- Sinoxylon bellicosum
- Sinoxylon birmanum
- Sinoxylon brazzai
- Sinoxylon bufo
- Sinoxylon cafrum
- Sinoxylon capillatum
- Sinoxylon ceratoniae
- Sinoxylon circuitum
- Sinoxylon crassum
- Sinoxylon cucumella
- Sinoxylon cuneolus
- Sinoxylon dichroum
- Sinoxylon divaricatum
- Sinoxylon doliolum
- Sinoxylon epipleurale
- Sinoxylon erasicauda
- Sinoxylon eucerum
- Sinoxylon flabrarius
- Sinoxylon fuscovestitum
- Sinoxylon indicum
- Sinoxylon japonicum
- Sinoxylon lesnei
- Sinoxylon luzonicum
- Sinoxylon lycturum
- Sinoxylon malaccanum
- Sinoxylon mangiferae
- Sinoxylon marseuli
- Sinoxylon muricatum
- Sinoxylon oleare
- Sinoxylon pachyodon
- Sinoxylon parviclava
- Sinoxylon perforans
- Sinoxylon philippinense
- Sinoxylon pubens
- Sinoxylon pugnax
- Sinoxylon pygmaeum
- Sinoxylon rejectum
- Sinoxylon ruficorne
- Sinoxylon rufobasale
- Sinoxylon rugicauda
- Sinoxylon senegalense
- Sinoxylon succisum
- Sinoxylon sudanicum
- Sinoxylon tignarium
- Sinoxylon transvaalense
- Sinoxylon unidentatum
- Sinoxylon verrugerum
- Sinoxylon villosum